# Jonas Wille
Jonas Liberg Wille, född 20 maj 1976 i Halden, är en norsk handbollstränare. Sedan 2022 är han förbundskapten för Norges herrlandslag.

## Tränarkarriär
Wille har varit tränare i norska laget Halden Topphåndball som han tog upp från norska division 2 ända upp i högsta serien. Han har även varit tränare för danska krislaget HC Midtjylland, där blev han kortvarig då klubben gav besked om att de skulle gå i konkurs efter bara ett par månader. I slutet på februari 2018 gick IFK Skövde ut med att Wille skrivit på för ett 3-årskontrakt med klubben. 2020 flyttade Wille till Mors-Thy och i mars 2021 meddelade IFK Kristianstad att han blir ny huvudtränare i klubben 2021 med kontrakt över tre säsonger. Han lämnade IFK Kristianstad efter en säsong, för att bli ny förbundskapten för Norges herrlandslag.